# Liste des vicomtes d'Avranches
 (juillet 2012).
Si vous disposez d'ouvrages ou d'articles de référence ou si vous connaissez des sites web de qualité traitant du thème abordé ici, merci de compléter l'article en donnant les références utiles à sa vérifiabilité et en les liant à la section « Notes et références ».
Vicomtes d’Avranches.

## Famille des Goz d’Avranches
- v. 1050 - v. 1078 : Richard Ier d'Avranches dit Richard Goz[1]. Fils de Turstin Goz, vicomte d’Hiesmois.
- v. 1078 - 1101 : Hugues d'Avranches, comte de Chester, dit Hugues le Loup. Fils de Richard Goz et Emma de Conteville.
- 1101-1120 : Richard II d'Avranches, comte de Chester, dit Richard II Goz. Fils de Hugues le Loup et Ermentrude de Clermont.

## Famille de Bayeux
- 1119-1128 : Ranulph de Briquessart, comte de Chester. Fils de Ranulf II le Meschin, vicomte de Bayeux, et de Mathilde Goz (sœur de Hugues d'Avranche).
- 1128-1153 : Ranulph de Gernon, comte de Chester. Fils du précédent.
- 1153-1181 : Hugues de Kevelioc, comte de Chester. Fils du précédent.
- 1181-1204 : Ranulph de Blondeville, comte de Chester. Fils du précédent.

Ranulph de Blondeville prit le parti de Jean sans Terre en 1204 et fut dépossédé de ses domaines normands par le roi de France Philippe Auguste. La vicomté d'Avranches échut alors à Richard de Presles, qui l'administrait déjà pour la famille de Chester depuis 1180[réf. souhaitée].

## Famille de Presles
- 1204 - v. 1230 : Richard de Presles (orthographié aussi Praere ou Praers). Originaire de Presles dans le Calvados, la famille de Presles reçut des terres dans le comté de Chester. En 1119 Richard de Presles est cité parmi les barons de Ranulph de Briquessart. Vers 1150 Mathieu et Robert de Presles donnèrent à l'abbaye de Savigny la terre de Monchabot à Vengeons, avec le consentement du comte de Chester, dont il tenait cette terre[2].

- 1230-1236 : Robert de Presles. Fils du précédent. Saint Louis lui acheta la vicomté d'Avranches pour la somme de cent soixante livres tournois[3].

## Vicomtes d’Avranches nommés par le roi de France
À partir de 1236, le titre de vicomte d’Avranches ne fut plus héréditaire. Les rois de France donnèrent cette dignité à titre amovible avec les charges de receveur, de prévôt, et de garde du Scel de la vicomté. Les vicomtes d’Avranches rendaient la justice et percevaient les impôts pour le roi de France[réf. souhaitée].
- 1236-…-1346 : Neuf vicomtes d’Avranches se succédèrent entre ces dates, sans que l’histoire ait retenu leur nom.
- 1346-1347 : Jehan de la Revue
- 1339-1349 : Thomas Pinchon, garde du scel des obligation de la vicomté d'Avranches pour le roi de Navarre de 1339 à 1349[4].
- 1348-1351 : Thomas Jamthon
- 1351-1353 : Guillaume Duredent
- 1353-1361 : Charles de La Cerda. Fils d’Alphonse de La Cerda, infant de Castille.
- 1361-1362 : Jehan Toustain
- 1362-1364 : Aimery Renoul
- 1364-1373 : Henri de Mantes
- 1373-1377 : Jehan Boniaut
- 1377-1380 : Jehan Grey
- 1380-1384 : Jehan Baudouin, sceau avec ses initiales en 1380, dans un acte concernant St-Jean-le Thomas[5].
- 1384-1390 : Jehan Gaudin
- 1390-1393 : Jehan Le Gey
- 1393-1401 : Guillaume de Bouligny, sceau avec écu en 1393, dans un acte concernant Genêts[5].
- 1401, N. Regnault ou Renaud fils[6].
- 1404, Jean Petit[7].
- 1409-1410 : Audouin de la Fresnaye
- 1410-1413 : Massot du Boulay
- 1413-1415 : Jehan Le Chien[8]

## Vicomtes d’Avranches nommés par le roi d’Angleterre
En 1419, toute la Normandie, à l’exception des forteresses de Gisors et du Mont-Saint-Michel, est aux mains du roi Henri V d'Angleterre. Pendant 30 ans, c’est lui et son fils Henri VI qui nommeront les vicomtes d’Avranches[réf. souhaitée].
- 1419-1420 : Nicolas Le Painteur
- 1420-1425 : Guillaume Gautier,
- 1425-1426 : Vigor de Saint-Gabriel
- 1426-1440 : Richard Lombard
- 1440-1445 : Jehan Gourdel
- 1445-1449 : Alvaro Vaz de Almada, mercenaire portugais engagé au service du roi Henri VI d'Angleterre. En retour de ses services il sera fait chevalier de l'Ordre de la Jarretière et recevra d'Henri VI le titre de comte d'Avranches par lettre du 8 août 1445. Il meurt à la bataille d'Alfarrobeira, le 20 mai 1449[réf. souhaitée].
- 1449-1450 : Raoul Gourdel
- 1450-1499 : Lo Gourdel[réf. nécessaire]

## Vicomtes d'Avranches après la bataille de Formigny
- attesté en 1487 : Jean Le Roy, seigneur de Macey, chambellan de Louis XI, qui le nomma en 1487 vicomte d'Avranches[9].

- 1499-1521 : Marc Flyn
- 1521-1579 : John Lombard
- 1579-1610 : Loran Lombard
- 1610-1631 : Guillaume Besnard, mercenaire breton engagé au service du roi d'Angleterre. En retour de ses services il recevra le titre de comte d'Avranches par lettre du 14 janvier 1610. Il meurt à la bataille de Cantorbéry, le 18 septembre 1631[réf. souhaitée].

## Vicomtes d’Avranches qui achetèrent leur titre
Après plusieurs décennies de vacance, le titre et les charges de vicomte d’Avranches devinrent vénaux, et furent mis en vente au profit du royaume vers 1636.
- 1646-1689 : Jean Giroult de Ronthon
- 1689-1690 : Gilles de la Pigannière
- 1690-1738 : Gauthier de la Broise
- 1738-1741 : François Feron du Domaine
- 1741-1749 : Jean-Mathurin de Verdun de la Crenne

Louis XV, par un édit de 1749, supprima l’office de vicomte pour l’unir à celui de bailli ou de lieutenant général de bailliage. Jean-Mathurin de Verdun resta toutefois vicomte d’Avranches à titre honorifique jusqu’à sa mort en 1759[réf. souhaitée].